# Batalla de Bogesund

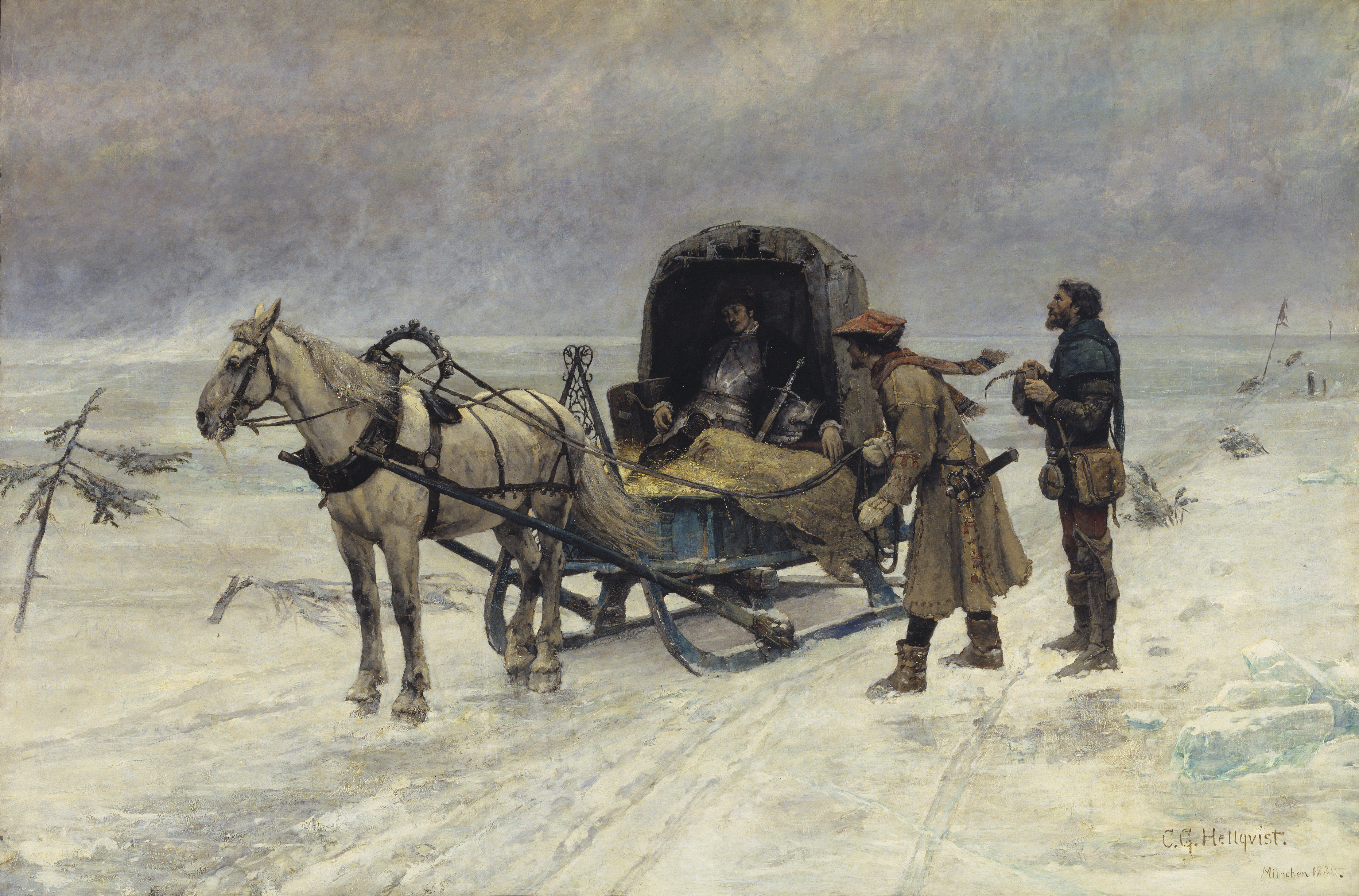
La muerte de Sten Sture el joven en el hielo del lago Mälaren.
Pintura de Carl Gustaf Hellqvist (1880).

La Batalla de Bogesund fue un importante conflicto bélico en la campaña del rey Cristián II de Dinamarca para conseguir el poder en Suecia. En el año 1520 el ejército mercenario de Cristian había desembarcado en Suecia, tratando de consolidar el poder del rey danés sobre Suecia dentro de la Unión de Kalmar para derrocar al rebelde virrey sueco Sten Sture el Joven. Sobre el hielo del lago Åsunden cerca de la ciudad de Bogesund el ejército de Cristián dirigido por Otto Krumpen fue interceptado por el ejército liderado por Sten Ture.
Se conoce poco sobre los detalles de la batalla. Al principio del conflicto una bala de cañón quebró el hielo, hiriendo a Sten Sture en la pierna y matando a su caballo. Privado de su líder, el ejército de Sture (formado en su mayor parte por campesinos) se desbandó y huyó. El propio Sture se retiró hacia Estocolmo, pero murió debido a sus heridas cuando atravesaba el hielo del lago Mälaren el 5 de febrero. 
La resistencia de los suecos que se oponían a la Unión de Kalmar fue continuada por la viuda de Sture, Kristina Gyllenstierna, y posteriormente por Gustav Vasa. 